# 光明寺 (松戸市)
光明寺（こうみょうじ）は、千葉県松戸市にある真言宗豊山派の寺院。

## 概略と沿革
1676年（延宝4年）に開山した。かつては蘇羽鷹神社の別当寺であった。
寺宝の一つに「阿弥陀如来立像」がある。1416年（応永23年）に鋳造された青銅製である。火災に遭い、右手が欠損している。

## 交通アクセス
- 松戸新京成バス関さんの森バス停留所で下車、徒歩約5分（経路案内）。
- JR東日本常磐線新松戸駅より徒歩約11分（経路案内）。